# Luleå Hockeyförening
Il Luleå HF è un club di hockey su ghiaccio con sede a Luleå, in Svezia.
Il club ha vinto il titolo nazionale due volte, nel 1996 e nel 2025, e la Champions League nel 2015.